# Pont de Heusden
Le pont de Heusden, ou pont sur la Berge Maas ou encore pont sur la Meuse de Bergen, est un pont à haubans franchissant la Meuse (le canal de la Meuse de Bergen), dans la province du Brabant-Septentrional, aux Pays-Bas. Le pont porte la route nationale 267 reliant l'autoroute A59 dans le sud de la commune de Heusden à la route nationale 322 à Giessen.

## Histoire
Ce nouveau pont fut achevé en 1991 en remplacement de l'ancien pont datant de 1898 qui a été démoli. L'ancien pont était de type en poutre en treillis.

## Description de l'ouvrage
Le pont, achevé en 1991, est de type haubané en éventail. Il est large à son maximum de 19,62 m et long de 540 m dont environ 230 m pour sa partie haubanée. Pour le pont principal, c'est-à-dire la partie haubanée, la première travée est longue de 111,62 m et la seconde de 120 m,.
En ce qui concerne le pylône soutenant les haubans, il est en béton armé et haut d'une cinquantaine de mètres. Le tablier, lui, est muni de deux bandes pour les automobiles larges de 4,335 m chacune et de deux bandes cyclables larges de 3,5 m chacune.